# Corticirama petrakii
Corticirama petrakii är en svampart som beskrevs av Pilát 1957. Corticirama petrakii ingår i släktet Corticirama och familjen Corticiaceae.   Inga underarter finns listade i Catalogue of Life.